# Arroyo Once Vueltas
El arroyo Once Vueltas es un curso de agua ubicado en la provincia de Misiones, Argentina que desagua en el río Uruguay.
El mismo nace en la sierra del Imán, cerca de la ciudad de Leandro N. Alem en el departamento homónimo y que con rumbo sureste se dirige hasta desembocar en el río Uruguay cerca de la localidad de Barra Margarita. Su principal afluente es el arroyo Zamanbay y su cuenca abarca también parte de los departamentos de Oberá y San Javier.
- Datos: Q5705806